# 不思議/創造
「不思議/創造」（ふしぎ/そうぞう）は、日本のシンガーソングライター星野源の両A面シングル。2021年6月23日にSPEEDSTAR RECORDSより12枚目のシングルとしてリリースされた。

## 背景とリリース
前作「ドラえもん」以来約3年4か月ぶりのCDリリースで、配信シングルとして2月にリリースされた「創造」、4月にリリースされた「不思議」の両A面シングルであり、カップリングには2020年の『第71回NHK紅白歌合戦』にて初披露された「うちで踊ろう（大晦日）」と、5月14日に放送された、星野と親交の深いお笑いコンビ・バナナマンのラジオ番組『バナナマンのバナナムーンGOLD』（TBSラジオ）で初披露された「そしたら」の全4曲が収録されている。

## チャート成績
本シングルは、発売初日に102,518枚を売り上げて2021年6月22日付のオリコン「デイリーシングルランキング」で2位を獲得。7月5日付の「週間シングルランキング」では、初動売上135,602枚を記録し、2位に初登場した。

### 認定と売上
|              | 認定 (RIAJ) | 売上/再生回数 |
| ------------ | ----------- | ------------- |
| フィジカルCD | ゴールド    | 151,000 枚    |

## 収録曲と規格
| 全作詞・作曲: 星野源。 |                            |           |            |                 |      |
| #                      | タイトル                   | 作詞      | 作曲・編曲 | 編曲            | 時間 |
| 1.                     | 「不思議」                 | 星野源    | 星野源     | 星野源          | 4:51 |
| 2.                     | 「創造」                   | 星野源    | 星野源     | 星野源          | 3:56 |
| 3.                     | 「うちで踊ろう（大晦日）」 | 星野源    | 星野源     | 星野源&His Band | 3:49 |
| 4.                     | 「そしたら」               | 星野源    | 星野源     | 星野源          | 2:49 |
| 合計時間:              | 合計時間:                  | 合計時間: | 15:25      |                 |      |

### 初回限定盤特典 Blu-ray/DVD

#### 初回限定"感謝"盤
- Pop Virus
- 地獄でなぜ悪い
- 湯気
- ステップ
- 桜の森
- 肌
- Ain't Nobody Know
- 折り合い
- 老夫婦
- 未来
- うちで踊ろう
- プリン
- Crazy Crazy
- SUN
- 恋
- Same Thing(feat. Superorganism)
- Hello Song
- 私
- “Gratitude” Documentary

#### 初回限定"宴会"盤
- くだらないの中に (YELLOW PASS Live Streaming “宴会")
- Pop Virus (YELLOW PASS Live Streaming “宴会")
- 湯気 (YELLOW PASS Live Streaming “宴会")
- KIDS (YELLOW PASS Live Streaming “宴会")
- 肌 (YELLOW PASS Live Streaming “宴会")
- Ain't Nobody Know (YELLOW PASS Live Streaming “宴会")
- Dead Leaf (YELLOW PASS Live Streaming “宴会")
- 乱視 (YELLOW PASS Live Streaming “宴会")
- 創造 (YELLOW PASS Live Streaming “宴会")
- SUN (YELLOW PASS Live Streaming “宴会")
- ドラえもん (YELLOW PASS Live Streaming “宴会")
- 桜の森 (YELLOW PASS Live Streaming “宴会")
- “宴会" -打ち上げ-
- “宴会" Documentary

## タイアップ
不思議
TBS系 火曜ドラマ『着飾る恋には理由があって』主題歌
創造
任天堂「スーパーマリオブラザーズ」35周年テーマソング